# Hasta el final
«Hasta el final» es una canción ranchera/electro grabada por el grupo mexicano Belanova. La canción fue escrita por Denisse Guerrero, Edgar Huerta y Richie Arreola y producida por Armando Ávila Aranda. Fue lanzada en 2011, y fue presentada el 16 de septiembre de ese año en el programa  de Televisa Fiesta mexicana. Se trata del tercer y último sencillo del quinto álbum de estudio Sueño electro II.  El sencillo alcanzó el lugar número 14 en las listas del México Pop Airplay de Billboard. Es además la primera canción acompañada de Mariachi mezclada con electropop en la que la agrupación trabajó. Edgar Huerta declaró «tiene una influencia totalmente mexicana y ranchera, son como mariachis con sintetizadores. Es muy natural y nos gustó mucho».

## Video musical
El video musical de «Hasta el final» fue lanzado el 2 de diciembre de 2011 en la plataforma digital YouTube, fue producido por Daniel Robles y distribuido por Universal Music. Cuenta con más de 12 millones de reproducciones.

## Listas

### Semanales
| País   | Lista                                  | Mejor posición | Ref.  |
| ------ | -------------------------------------- | -------------- | ----- |
| México | México Pop Español Airplay (Billboard) | 14             | [ 5 ] |
| México | México Airplay (Billboard)             | 45             | [ 6 ] |